# Propalaehoplophorus
Propalaehoplophorus és un gènere de gliptodontí extint que va viure a Bolívia al Miocè.

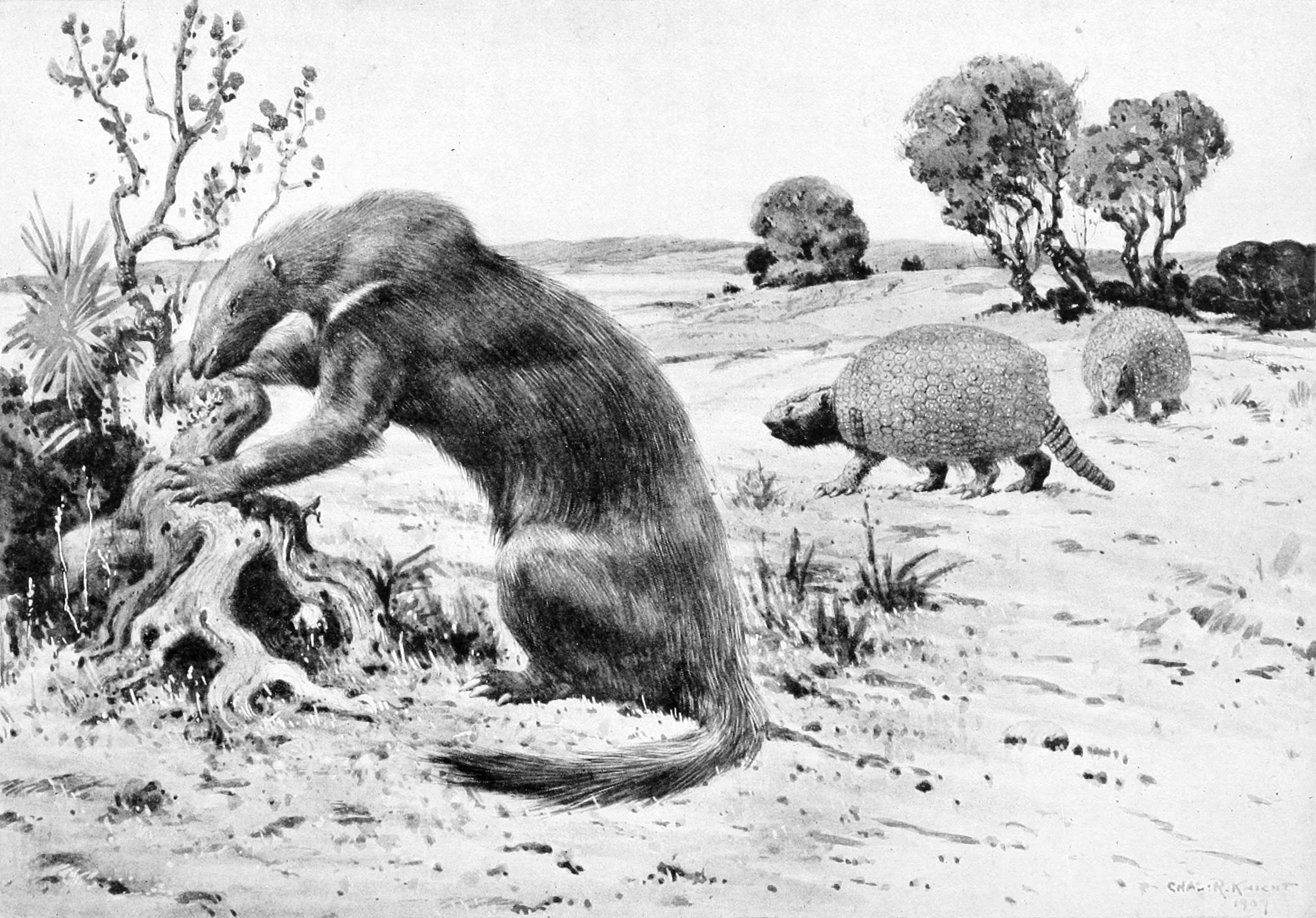
Reconstrucció d'un Hapalops longiceps i d'un parell de 'Propalaeohoplophorus australis

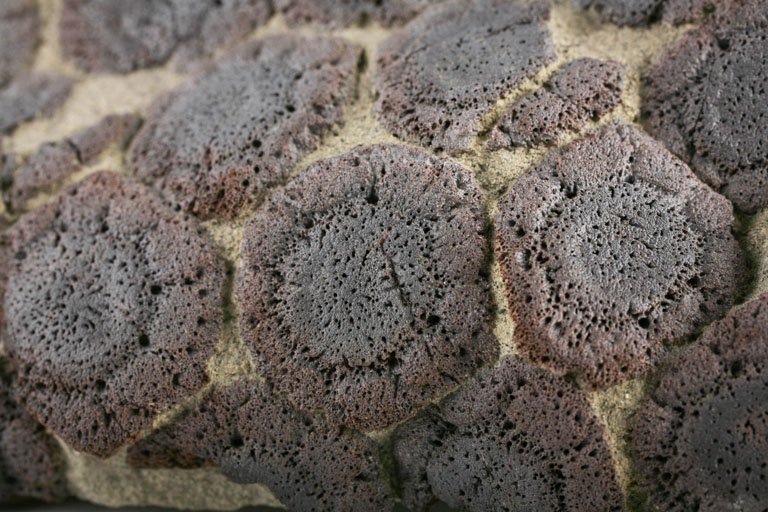
Detall de l'escut de P. australis, Miocè inferior, a la col·lecció permanent del Museu dels Nens d'Indianapolis.